# Ordine di Vakhtang Gorgasali
L'Ordine di Vakhtang Gorgasali è un'onorificenza della Georgia.

## Storia
L'Ordine è stato fondato il 24 dicembre 1992.

## Classi
L'Ordine dispone delle seguenti classi di benemerenza:
- I Classe
- II Classe
- III Classe

| Insegne    | Insegne   | Insegne  |
| ---------- | --------- | -------- |
|            |           |          |
| Nastri     |           |          |
| III Classe | II Classe | I Classe |

## Assegnazione
L'Ordine è assegnato ai membri dell'esercito e della polizia della Repubblica di Georgia, che hanno mostrato coraggio ed eroismo nella lotta per la difesa del paese e della sua integrità territoriale, per la sua leadership, l'adozione di misure per la difesa, lo sviluppo e la condotta delle operazioni militari. L'Ordine può essere altresì concesso ai cittadini stranieri che hanno dimostrato coraggio e spirito di sacrificio nella lotta per l'indipendenza e l'integrità territoriale della Georgia .

## Insegne
- Il nastro è bianco con una striscia rossa al centro circondata da sottili strisce oro.